# Azúcar blanco

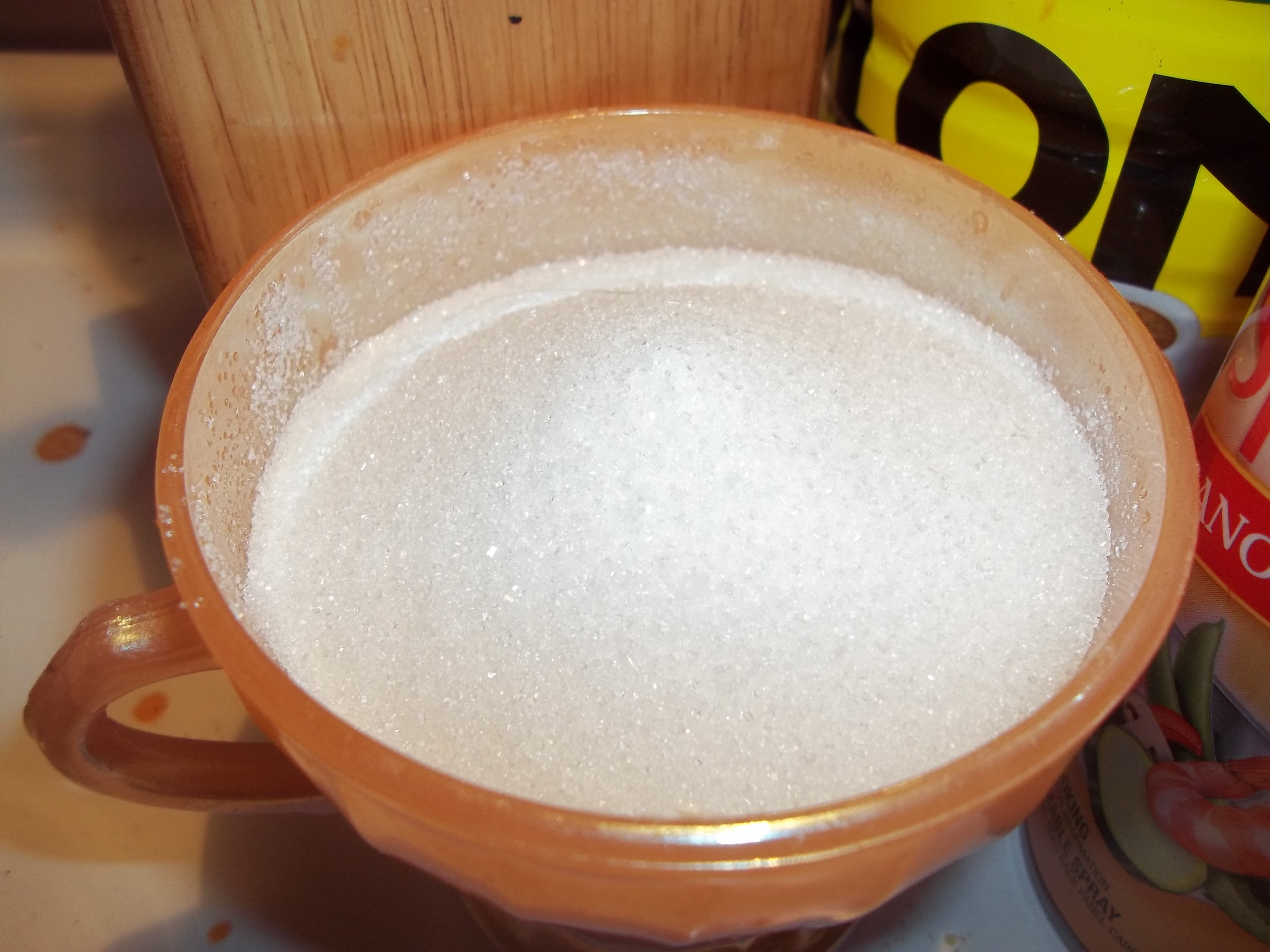
Un tazón de azúcar blanco

El azúcar blanco, también llamado azúcar de mesa, azúcar granulada o azúcar regular, es un tipo de azúcar de uso común, hecho de azúcar de remolacha o azúcar de caña, sometido a un proceso de refinación.

## Descripción
El proceso de refinación elimina por completo la melaza para dar el azúcar blanco, la sacarosa (C
12H
22O
11). Tiene una pureza superior al 99,7%. Los azúcares blancos producidos a partir de la caña de azúcar y la remolacha azucarera son químicamente indistinguibles: sin embargo, es posible identificar su origen a través de un análisis de carbono-13.
El azúcar blanco (y algo de azúcar moreno) producido a partir de la caña de azúcar se puede refinar utilizando carbón animal en algunas refinerías de caña de azúcar. Por esta razón, el azúcar blanco de caña de azúcar puede no ser considerado vegano a diferencia del azúcar de remolacha.
El azúcar blanco no contiene, en comparación con el azúcar moreno, algunos minerales (como calcio, potasio, hierro y magnesio) presentes en pequeñas cantidades en la melaza. Las únicas diferencias detectables son su color blanco y sabor menos intenso.

## Control de calidad

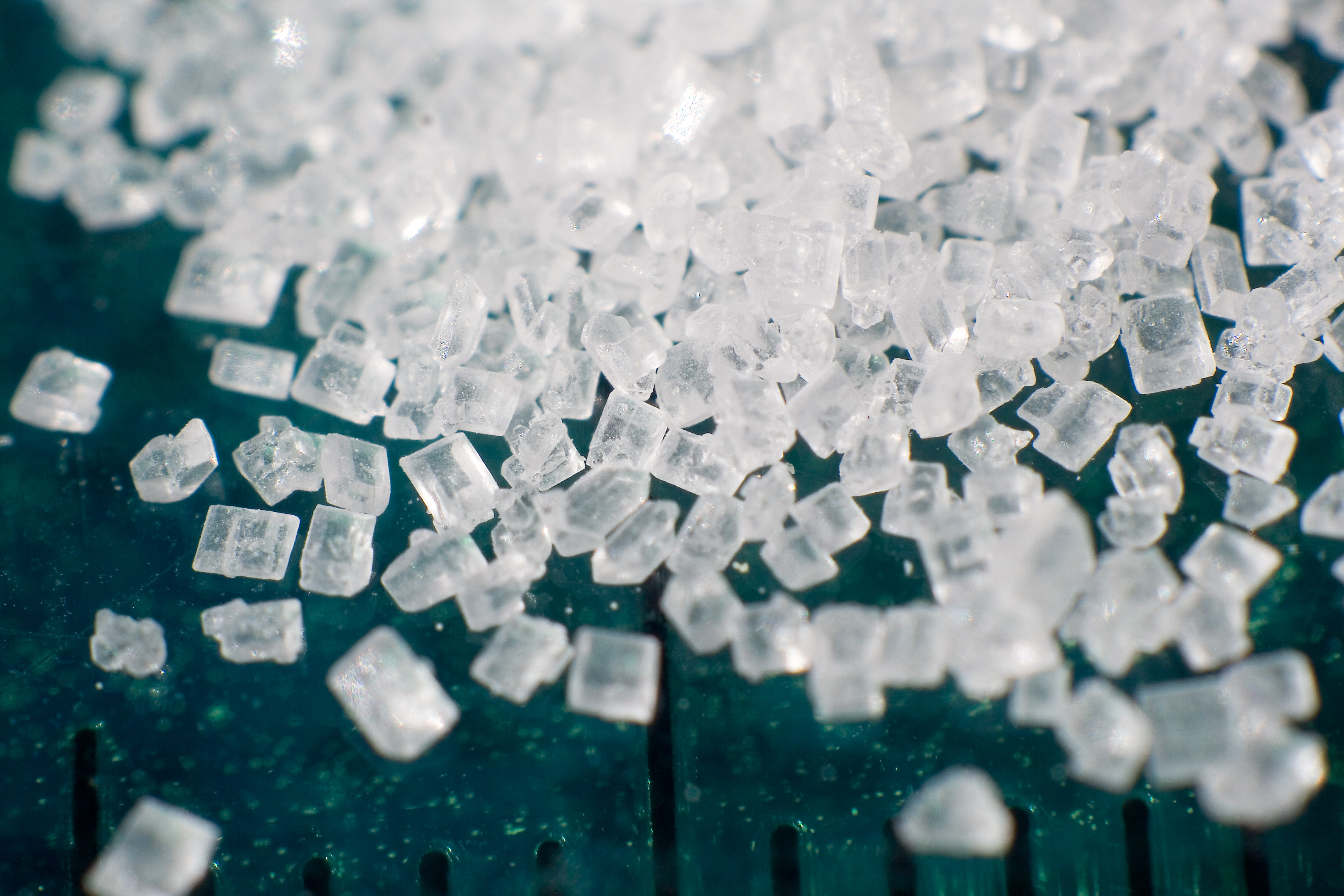
Azúcar granulado

Se basa en el color, contenido de sacarosa, humedad, tamaño de grano y filtrabilidad. 

### Color
Siendo el color la característica más importante, ya que está directamente relacionado con su pureza, siendo el blanco el que ha experimentado más refinado y contiene menos contaminantes y productos químicos. Se utiliza un colorímetro o un fotómetro, precalibrado y en valores ICUMSA (múltiplo del índice de absorbencia (UI)),  para medir la absorbancia del azúcar a diferentes longitudes de onda. Normalmente, un valor ICUMSA de 45 indica una azúcar blanco muy refinado de gran pureza, mientras que el azúcar moreno tendría un valor de alrededor de 1000.

### Contenido de sacarosa
Se determina por polarimetría de onda visible (540 nm a 633 nm) y se expresa en °Z de la escala polarimétrica internacional del azúcar.

### Humedad
La muestra se seca en un horno a 105 °C durante 3 horas y se mide la pérdida de peso.

### Tamaño de grano
Se utiliza una pila de tamices de alambre con diferentes tamaños de poros para separar los cristales de azúcar por tamaño. Luego se pesa cada fracción para determinar la distribución del tamaño y, a partir de esto, se puede calcular la apertura media (MA) y el coeficiente de variación (CV).

## Normas ICUMSA
La International Commission for Uniform Methods for Sugar Analysis (ICUMSA) es una organización normativa que establece la norma global para el control de calidad del azúcar. Entre los que se destacan:
- GS2/3-10 (2007) Determinación del color de la disolución de azúcar blanco – Oficial
- GS1/3-7 (2002) Determinación del color de la disolución de azúcares semirrefinados, azúcares morenos y jarabes coloreados a pH 7,0 – Oficial
- GS2/3-9 (2005) Determinación del color de una disolución de azúcar a pH 7,0 – Aceptada
- GS9/1/2/3-8 (2005) Determinación del color de la disolución de azúcar a pH 7,0 por el método tampón del MOPS – Oficial